# Ophiogomphus spinicornis
Ophiogomphus spinicornis är en trollsländeart som först beskrevs av Selys 1878.  Ophiogomphus spinicornis ingår i släktet Ophiogomphus och familjen flodtrollsländor. Inga underarter finns listade i Catalogue of Life.